# Clarias insolitus
Clarias insolitus är en fiskart som beskrevs av Ng 2003. Clarias insolitus ingår i släktet Clarias och familjen Clariidae. Inga underarter finns listade i Catalogue of Life.